# 一木政利
一木政利（いちき まさとし、または一木権兵衛政利、寛永5年（1628年） - 延宝7年6月18日（1679年7月25日））は土佐藩の普請奉行として室津港（津呂港、現在の高知県室戸市中心部の港）改修工事を担当し、後に人柱となって、海神にその身をささげたと言われる人物。

## 概要
土佐国布師田村生まれ。その用水工事で野中兼山に認められて郷士に取り立てられ、普請奉行を務める。行当の掘割や津呂港の開削に当たった。
室津港改修工事が難行したために、その一身を海神にささげることを約して竣工を祈願したという。室津港改修後は、潔くその身を海神に捧げたために、地元町民がその死を悼み、港を見下ろす山の中腹に神社を建立したという。しかし、実際は痛風を患って、高知城下への帰参がかなわず、自刃したという説もある。
津照寺（四国八十八ヶ所第25番札所）の上り口、左上の「一木神社」（1679年創建、所在地・高知県室戸市室津、当初は5尺ほどの石塔であり、安政4年（1857年）に一度建て替えられ、神社と呼ばれるようになったのは明治4年（1871年）、社の建立は明治9年（1876年）である）に祀られている。
毎年、5月中旬に漁業殉職者慰霊祭と共に盛大な大祭が催されている、主催者である室戸漁業協同組合が時代の流れと共に高知県漁業協同組合に統合され室戸支所になっても祭りは変わらず連綿として受け継がれている。
一木権兵衛の墓は高知市布師田に大きく建立され、浦ノ内灰方の「一木」の墓は、灰方のいわゆる「沖の店」右前方の山麓にある。

### 子孫
一木権兵衛の子の時代（土佐藩の馬廻り役）に藩主の不興を買い、家名断絶。そのため、安芸市へ養子に行って苗字を変えたもの以外は、隠遁生活を余儀なくされた。明治期になって、須崎市浦ノ内灰方の子孫が「一木」姓を復活し、土佐市の子孫は一文字異なる「市木」姓を名乗るようになったとされる。